# Helena Erbenová
Helena Erbenová (nacida como Helena Balatková, 6 de febrero de 1979) es una deportista checa que compitió en triatlón.
Ganó tres medallas en el Campeonato Mundial de Triatlón de Invierno entre los años 2012 y 2018, y tres medallas en el Campeonato Europeo de Triatlón de Invierno entre los años 2012 y 2017. Además, obtuvo dos medallas en el Campeonato Mundial de Triatlón Campo a Través entre los años 2013 y 2014, y cuatro medallas en el Campeonato Europeo de Triatlón Campo a Través entre los años 2012 y 2015.
En Xterra triatlón consiguió dos medallas en el Campeonato Mundial en los años 2011 y 2019, y tres medallas en el Campeonato Europeo entre los años 2011 y 2019.

## Palmarés internacional
| Campeonato Mundial | Campeonato Mundial         | Campeonato Mundial | Campeonato Mundial |
| Año                | Lugar                      | Medalla            | Prueba             |
| ------------------ | -------------------------- | ------------------ | ------------------ |
| 2012               | Jämijärvi (Finlandia)      | Medalla de oro     | Individual         |
| 2013               | Cogne (Italia)             | Medalla de oro     | Individual         |
| 2018               | Cheile Gradistei (Rumania) | Medalla de plata   | Individual         |
| Campeonato Europeo |                            |                    |                    |
| Año                | Lugar                      | Medalla            | Prueba             |
| 2012               | Carcoforo (Italia)         | Medalla de oro     | Individual         |
| 2013               | Tartu (Estonia)            | Medalla de plata   | Individual         |
| 2017               | Otepää (Estonia)           | Medalla de oro     | Individual         |

| Campeonato Mundial | Campeonato Mundial      | Campeonato Mundial | Campeonato Mundial |
| Año                | Lugar                   | Medalla            | Prueba             |
| ------------------ | ----------------------- | ------------------ | ------------------ |
| 2013               | La Haya (Países Bajos)  | Medalla de oro     | Individual         |
| 2014               | Zittau (Alemania)       | Medalla de bronce  | Individual         |
| Campeonato Europeo |                         |                    |                    |
| Año                | Lugar                   | Medalla            | Prueba             |
| 2012               | La Haya (Países Bajos)  | Medalla de oro     | Individual         |
| 2013               | Strobl (Austria)        | Medalla de bronce  | Individual         |
| 2014               | Cerdeña (Italia)        | Medalla de bronce  | Individual         |
| 2015               | Lago Schluch (Alemania) | Medalla de plata   | Individual         |

| Campeonato Mundial | Campeonato Mundial           | Campeonato Mundial | Campeonato Mundial |
| Año                | Lugar                        | Medalla            | Prueba             |
| ------------------ | ---------------------------- | ------------------ | ------------------ |
| 2011               | Maui (Estados Unidos)        | Medalla de bronce  | Individual         |
| 2019               | Maui (Estados Unidos)        | Medalla de bronce  | Individual         |
| Campeonato Europeo |                              |                    |                    |
| Año                | Lugar                        | Medalla            | Prueba             |
| 2011               | Olbersdorf (Alemania)        | Medalla de bronce  | Individual         |
| 2018               | Olbersdorf (Alemania)        | Medalla de plata   | Individual         |
| 2019               | Prachatice (República Checa) | Medalla de plata   | Individual         |